# Nemotelus albiventris
Nemotelus albiventris är en tvåvingeart som beskrevs av Thomson 1869. Nemotelus albiventris ingår i släktet Nemotelus och familjen vapenflugor. Inga underarter finns listade i Catalogue of Life.